# 潍坊国际风筝会

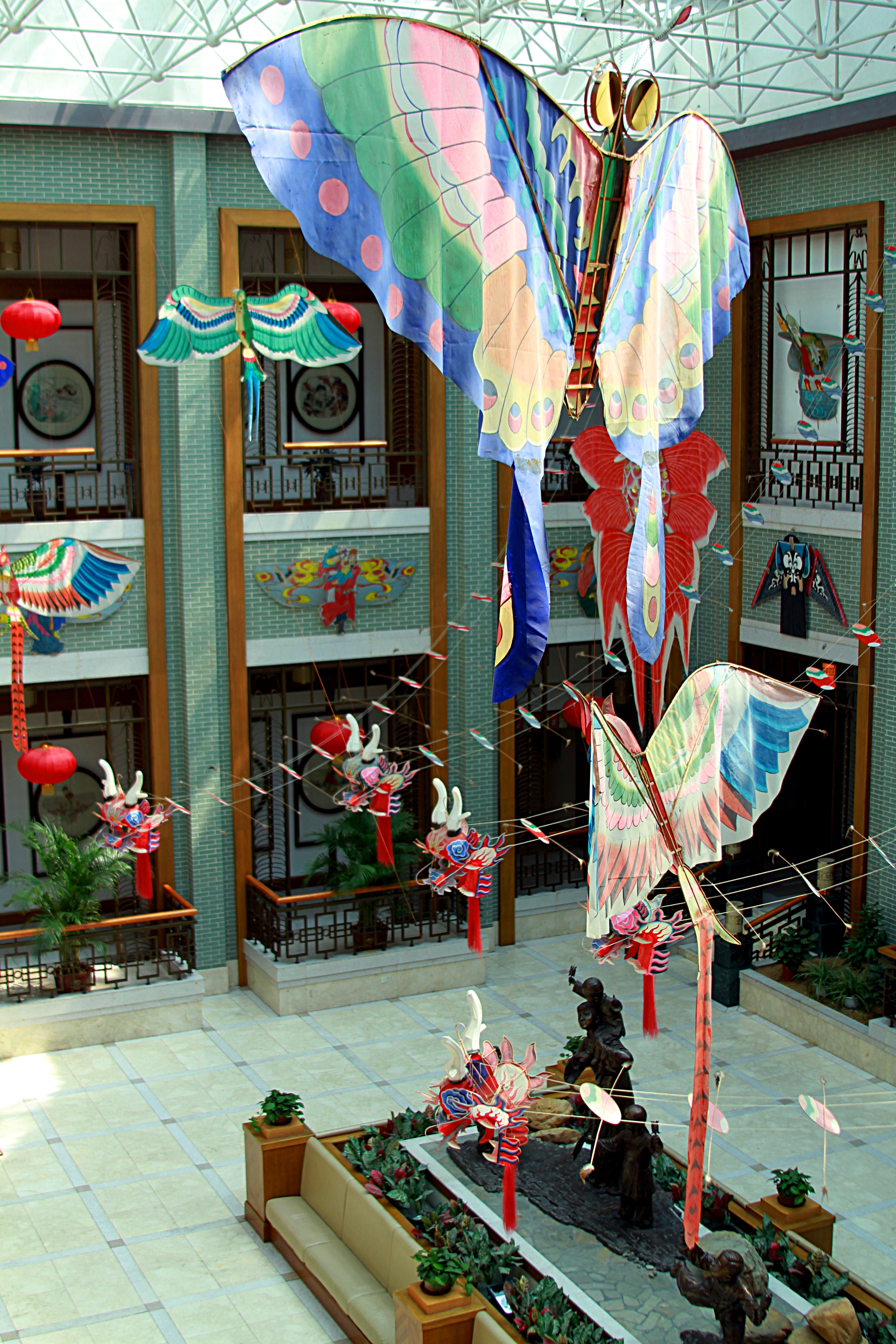
風箏博物館

潍坊国际风筝会，又稱“風箏節”，是山东省潍坊市每年4月举办的一项慶典活動，与北京地坛庙会、哈尔滨冰灯节、自贡灯会并成为中国四大群众文化活动。潍坊市為国际风筝联合会組織總部所在地，因此被称为“世界风筝之都”或“鸢都”。

## 历史
1984年4月1日第一届风筝节在西雅图风筝协会会长David Checkley的支持下成功举行。1988年4月1日，潍坊国际风筝节主席团一致通过了提案将潍坊定为“风筝之都”。 1989年在第六届风筝节期间，国际风筝联合会成立，成员来自中国，美国，日本，英国，意大利和其他十二个国家的代表，总部也设在此。2022年9月，第39届潍坊国际风筝会改在線上舉行。